# Yauma
Yauma ist eine Bantusprache, die in Angola und Sambia im Gebiet des Flusses Cuando gesprochen wird.
Sie wird als Dialekt des Mbunda geführt, das seinerseits dem Chilunda zugerechnet wird, das sich wiederum von Bemba ableitet.